# Страмбинело
Страмбинело (итал. Strambinello) је насеље у Италији у округу Торино, региону Пијемонт.
Према процени из 2011. у насељу је живело 214 становника. Насеље се налази на надморској висини од 382 м.

## Становништво
Према резултатима пописа становништва 2011. у општини је живело 264 становника.
| 1931. | 1936. | 1951. | 1961. | 1971. | 1981. | 1991. | 2001. | 2011. |
| ----- | ----- | ----- | ----- | ----- | ----- | ----- | ----- | ----- |
| 251   | 258   | 244   | 242   | 279   | 258   | 239   | 258   | 264   |